# Golf Club de Nîmes Campagne
Golf Club de Nîmes Campagne is een Franse golfclub bij Nîmes.

## Geschiedenis
Tien minuten buiten de stad ligt de 18-holes golfbaan op land dat ooit toebehoorde aan de Johanniters uit Jerusalem. Daarna was gravin Uzés de eigenaresse, totdat het tijdens de Franse Revolutie werd genationaliseerd. In 1798 bouwde de nieuwe eigenaar, Georges Arnaud, op de grondvesten van het oude klooster, er een kopie van het Witte Huis. Hier is nu het clubhuis gevestigd.

## Golfclub
In 1968 werd het landgoed met het Maison Blanche verkocht aan de Domaine de Campagne NV en het jaar daarop werd de golfclub opgericht. De baan werd ontworpen door architect Léonard Morandi en de Engelse golfbaanarchitect Donald Harradine. Op 6 juni 1970 werd voor de opening van de baan een demonstratiewedstrijd georganiseerd met Jean Garaialde, Martin Ado, Roger Cotton en Tito Lassalle, architect van o.a. Golf Club d'Uzès.
In 2008 zijn zes oefenholes aangelegd, zij zullen in 2009 een officiële status krijgen.

### Cacherel Open
Vanaf 1970 werd zeven keer het Cacherel Open op Nîmes gespeeld. Het was het onofficiële wereldkampioenschap voor golfprofessionals jonger dan 25 jaar. De winnaars waren:
| Jaar | Winnaar         | Land             |
| ---- | --------------- | ---------------- |
| 1976 | Eamonn Darcy    | Ierland          |
| 1978 | Jim Nelford     | Canada           |
| 1979 | Bernhard Langer | Duitsland        |
| 1980 | J. Renner       | Verenigde Staten |
| 1981 | Jeff Sluman     | Verenigde Staten |
| 1982 | Tim Simpson     | Verenigde Staten |
| 1983 | Michael McLean  | Engeland         |

Het spelersveld bestond uit spelers die later beroemd werden zoals Nick Faldo, Greg Norman en José María Olazabal taking part.

### Grand Prix de Nîmes Campagne
Sinds 1985 organiseert de club een driedaags toernooi, de Grand Prix van Nimes Campagne, niet te verwarren met de 'Grand Prix Automobile de Nîmes'. Van 3-5 april 2009 wordt de 25ste editie georganiseerd.
Jean François Remesy, die in 1994 het Challenge Open op het Rijk van Nijmegen won en meerdere keren op het International Broekpolder Golf Tournament speelde, het Europees kampioenschap voor teaching-professionals, heeft golf leren spelen op Nîmes. Hij geeft nu les op St. Philippe Golf & Country Club in Biot.

## Trivia
- J. Renner speelde in 1980 ook in het US Open, Severiano Ballesteros won, hij werd 14de.
- Leonard Morandi (7 maart 1914 - 29 juli 2007) bouwde o.a. gebouw Liberté in Casablanca (1950).